# Prima Categoria Liguria 1959-1960
Il campionato di calcio di Prima Categoria 1959-1960 è stato il massimo torneo dilettantistico italiano. A carattere regionale, fu il primo con questo nome dopo la riforma voluta da Zauli del 1958.
Il regolamento nazionale prevedeva la promozione in Serie D dei campioni regionali, lasciando ai comitati tutto il resto.
Questi sono i gironi organizzati dal Comitato Regionale Ligure per la regione Liguria.

## Girone A

### Squadre partecipanti
| Squadra                | Città (provincia)     | Stagione precedente |
| ---------------------- | --------------------- | ------------------- |
| S.C. Alassio           | Alassio (SV)          |                     |
| U.S. Albenga           | Albenga (SV)          |                     |
| U.S. Albisola          | Albissola Marina (SV) |                     |
| U.S. Altarese          | Altare (SV)           |                     |
| S.S. Argentina         | Arma di Taggia (IM)   |                     |
| U.S. Cairese           | Cairo Montenotte (SV) |                     |
| U.S. Carcarese         | Carcare (SV)          |                     |
| U.S. Cengio            | Cengio (SV)           |                     |
| U.S. Dianese           | Diano Marina (IM)     |                     |
| A.S. Finalese          | Finale Ligure (SV)    |                     |
| U.S. Gagliardi Loanesi | Loano (SV)            |                     |
| Pol. Quilianesi        | Quiliano (SV)         |                     |
| U.S. Speranza          | Savona                |                     |
| F.C. Vado              | Vado Ligure (SV)      |                     |
| F.B.C. Veloce          | Savona (SV)           |                     |
| U.S. Ventimigliese     | Ventimiglia (IM)      |                     |

### Classifica finale
|  | Pos. | Squadra          | Pt  | G   | V   | N  | P   | GF  | GS    | DR  |
|  | ---- | ---------------- | --- | --- | --- | -- | --- | --- | ----- | --- |
|  | 1.   | Finalese         | 54  | 30  | 26  | 2  | 2   | 97  | 27    | +70 |
|  | 2.   | Albenga          | 50  | 30  | 23  | 4  | 3   | 99  | 23    | +76 |
|  | 3.   | Alassio          | 46  | 30  | 22  | 2  | 6   | 63  | 27    | +36 |
|  | 4.   | Vado             | 36  | 30  | 14  | 8  | 8   | 63  | 46    | +17 |
|  | 5.   | Carcarese        | 35  | 30  | 15  | 5  | 10  | 60  | 51    | +9  |
|  | 6.   | US Albisola 1909 | 34  | 30  | 15  | 4  | 11  | 48  | 43    | +5  |
|  | 6.   | Altarese         | 34  | 30  | 14  | 6  | 10  | 52  | 40    | +12 |
|  | 8.   | Loanesi          | 33  | 30  | 14  | 5  | 11  | 56  | 39    | +17 |
|  | 9.   | Ventimigliese    | 28  | 30  | 10  | 8  | 12  | 49  | 46    | +3  |
|  | 10.  | Cairese          | 24  | 30  | 10  | 4  | 16  | 36  | 62    | -26 |
|  | 10.  | Dianese          | 24  | 30  | 9   | 6  | 15  | 31  | 46    | -15 |
|  | 12.  | Argentina        | 21  | 30  | 8   | 5  | 17  | 39  | 68    | -29 |
|  | 13.  | Quilianesi       | 17  | 30  | 7   | 3  | 20  | 38  | 65    | -27 |
|  | 13.  | Veloce Savona    | 17  | 30  | 6   | 5  | 19  | 27  | 92    | -65 |
|  | 15.  | Cengio           | 16  | 30  | 4   | 8  | 18  | 35  | 70    | -35 |
|  | 16.  | Speranza         | 11  | 30  | 2   | 7  | 21  | 32  | 78    | -46 |
|  |      |                  | 480 | 480 | 199 | 82 | 199 | 825 | 823 ? | 0   |

Legenda:
      Ammesso alle finali regionali.
      Retrocesso in Seconda Categoria.
  Retrocesso e in seguito riammesso.
Regolamento:
Due punti a vittoria, uno a pareggio, zero a sconfitta.

## Girone B

### Squadre partecipanti
| Squadra                   | Città (provincia)                   | Stagione precedente |
| ------------------------- | ----------------------------------- | ------------------- |
| U.S. Bolzanetese          | Genova (Quart. Bolzaneto)           |                     |
| Pol. Carlo Grasso         | Rapallo (GE)                        |                     |
| U.S. Cristoforo Colombo   | Cogoleto (GE)                       |                     |
| U.S. Don Bosco            | Genova (Quart. Sampierdarena)       |                     |
| U.S. Garel Edera          | Genova (Quart. Pra')                |                     |
| U.S. Lavagnese            | Lavagna (GE)                        |                     |
| U.S. Ovadese              | Ovada (AL)                          |                     |
| A.C. Pegliese             | Genova (Quart. Pegli)               |                     |
| U.S. Pertinace            | Genova                              |                     |
| U.S. Pontedecimo          | Genova (Quart. Pontedecimo)         |                     |
| S.C. Riva Trigoso         | Riva Trigoso di Sestri Levante (GE) |                     |
| U.S. Rivarolese           | Genova (Quart. Rivarolo)            |                     |
| U.S. Sampierdarenese 1946 | Genova (Quart. Sampierdarena)       |                     |
| U.I.T.E. Sez. Calcio      | Genova                              |                     |
| F.B.C. Varazze            | Varazze (SV)                        |                     |
| S.S. Vigili Urbani        | Genova                              |                     |

### Classifica finale
|  | Pos. | Squadra              | Pt  | G   | V   | N   | P   | GF  | GS  | DR  |
|  | ---- | -------------------- | --- | --- | --- | --- | --- | --- | --- | --- |
|  | 1.   | Pontedecimo          | 46  | 30  | 20  | 6   | 4   | 71  | 32  | +39 |
|  | 2.   | Don Bosco            | 45  | 30  | 19  | 7   | 4   | 63  | 21  | +42 |
|  | 3.   | Lavagnese            | 44  | 30  | 19  | 6   | 5   | 54  | 21  | +33 |
|  | 4.   | Varazze              | 41  | 30  | 17  | 7   | 6   | 40  | 22  | +18 |
|  | 5.   | Riva Trigoso         | 36  | 30  | 15  | 6   | 9   | 47  | 30  | +17 |
|  | 6.   | U.I.T.E.             | 35  | 30  | 14  | 7   | 9   | 48  | 29  | +19 |
|  | 7.   | Bolzanetese          | 33  | 30  | 14  | 5   | 11  | 37  | 33  | +4  |
|  | 8.   | Sampierdarenese 1946 | 31  | 30  | 11  | 9   | 10  | 41  | 41  | 0   |
|  | 9.   | Rivarolese           | 30  | 30  | 13  | 4   | 13  | 48  | 51  | -3  |
|  | 10.  | Vigili Urbani Genova | 29  | 30  | 9   | 11  | 10  | 25  | 24  | +1  |
|  | 11.  | Ovadese              | 25  | 30  | 9   | 7   | 14  | 32  | 43  | -11 |
|  | 11.  | Pegliese             | 25  | 30  | 8   | 9   | 13  | 32  | 53  | -21 |
|  | 13.  | Garel Edera          | 21  | 30  | 9   | 3   | 18  | 36  | 60  | -24 |
|  | 13.  | Cristoforo Colombo   | 21  | 30  | 6   | 9   | 15  | 30  | 58  | -28 |
|  | 15.  | Carlo Grasso         | 12  | 30  | 4   | 4   | 22  | 23  | 54  | -31 |
|  | 16.  | Pertinace            | 6   | 30  | 0   | 6   | 24  | 20  | 75  | -55 |
|  |      |                      | 480 | 480 | 187 | 106 | 187 | 647 | 647 | 0   |

Legenda:
      Ammesso alle finali regionali.
      Retrocesso in Seconda Categoria.
  Retrocesso e in seguito riammesso.
  Non disputa il campionato successivo.
Regolamento:
Due punti a vittoria, uno a pareggio, zero a sconfitta.

## Finali regionali
|             | Risultati |             | Luogo e data                  |
| ----------- | --------- | ----------- | ----------------------------- |
| Finalese    | 1 - 0     | Pontedecimo | Finale Ligure, 29 maggio 1960 |
|             |           |             |                               |
| Pontedecimo | 1 - 2     | Finalese    | Genova, 5 giugno 1960         |
|             |           |             |                               |

### Giornali
- Archivio della Gazzetta dello Sport, anni 1959 e 1960, consultabile presso le Biblioteche:
  - Biblioteca Nazionale Braidense di Milano;
  - Biblioteca Nazionale Centrale di Firenze;
  - Biblioteca Nazionale Centrale di Roma;
  - Biblioteca Civica Berio di Genova;
  - e presso Emeroteca del C.O.N.I. di Roma (non è online ma è da consultare in sede).

### Libri
- Gianluigi Raffo e Carlo Fontanelli, L'Unione che forza! - 90 anni con l'U.S. Lavagnese - Geo Edizioni S.r.l.